# Калинівська сільська рада (Вітовський район)
Кали́нівська сільська́ ра́да — адміністративно-територіальна одиниця та орган місцевого самоврядування у Вітовському районі Миколаївської області. Адміністративний центр — село Калинівка.

## Загальні відомості
- Населення ради: 3 471 особа (станом на 2001 рік)

## Населені пункти
Сільській раді були підпорядковані населені пункти:
- с. Калинівка

## Склад ради
Рада складалася з 20 депутатів та голови.
- Голова ради: Кузьмін Володимир Сергійович
- Секретар ради: Кучманич Валентина Михайлівна

### Керівний склад попередніх скликань
| Прізвище, ім'я, по батькові  | Основні відомості                                                         | Дата обрання | Дата звільнення |
| ---------------------------- | ------------------------------------------------------------------------- | ------------ | --------------- |
| Мойса Володимир Борисович    | Сільський голова, 1951 року народження, безпартійний                      | 26.03.2006   | 31.10.2010      |
| Кузьмін Володимир Сергійович | Сільський голова, 1953 року народження, освіта вища, член Партії регіонів | 31.10.2010   |                 |

Примітка: таблиця складена за даними сайту Верховної Ради України

### Депутати
За результатами місцевих виборів 2010 року депутатами ради стали:

#### За суб'єктами висування
| Суб'єкт висування           | Кількість обраних депутатів | %  |
| --------------------------- | --------------------------- | -- |
| Самовисування               | 11                          | 55 |
| Партія регіонів             | 7                           | 35 |
| Комуністична партія України | 2                           | 10 |

#### За округами
| № округу                    | Прізвище, ім'я, по батькові     | Дата визнання обраним | Освіта             | Партійна приналежність            | Відомості про обраного депутата                                      |
| --------------------------- | ------------------------------- | --------------------- | ------------------ | --------------------------------- | -------------------------------------------------------------------- |
| Комуністична партія України |                                 |                       |                    |                                   |                                                                      |
| 12                          | Возняк Валентина Леонідівна     | 05.11.2010            | вища               | член Комуністичної партії України | ЖКП «Калина», директор                                               |
| 13                          | Булика Галина Миколаївна        | 05.11.2010            | середня            | позапартійна                      | Калинівська сільська рада, касир-рахівник                            |
| Партія регіонів             |                                 |                       |                    |                                   |                                                                      |
| 1                           | Антинескул Світлана Іванівна    | 05.11.2010            | вища               | член Партії регіонів              | приватний підприємець                                                |
| 5                           | Білячат Альона Романівна        | 05.11.2010            | вища               | член Партії регіонів              | Міська лікарня № 1, медична систра                                   |
| 8                           | Продіус В'ячеслав Васильович    | 05.11.2010            | вища               | член Партії регіонів              | тимчасово не працює                                                  |
| 10                          | Храмов Олександр Петрович       | 05.11.2010            | середня            | член Партії регіонів              | тимчасово не працює                                                  |
| 14                          | Кучманич Валентина Михайлівна   | 05.11.2010            | вища               | член Партії регіонів              | Калинівська сільська рада, секретар                                  |
| 19                          | Моторний Олександр Миколайович  | 05.11.2010            | вища               | член Партії регіонів              | дизайнер                                                             |
| 20                          | Марчук Лілія Володимирівна      | 05.11.2010            | вища               | член Партії регіонів              | приватний підприємець, директор                                      |
| Самовисування               |                                 |                       |                    |                                   |                                                                      |
| 2                           | Резніченко Ігор Іванович        | 05.11.2010            | середня спеціальна | позапартійний                     | Миколаївоблгаз, слюсар                                               |
| 3                           | Ксенжик Ірина Дмитрівна         | 05.11.2010            | вища               | позапартійна                      | приватний підприємець                                                |
| 4                           | Продіус Ірина Василівна         | 05.11.2010            | середня            | позапартійна                      | тимчасово не працює                                                  |
| 6                           | Мельник Василь Михайлович       | 05.11.2010            | середня спеціальна | позапартійний                     | пенсіонер                                                            |
| 7                           | Мердак Іван Іванович            | 05.11.2010            | вища               | позапартійний                     | Міська лікарня швидкої медичноїдопомоги, фельдшер                    |
| 9                           | Половенко Володимир Васильович  | 05.11.2010            | середня спеціальна | позапартійний                     | приватний підприємець                                                |
| 11                          | Токарська Світлана Сергіївна    | 05.11.2010            | вища               | позапартійна                      | приватний підприємець                                                |
| 15                          | Гончаров Андрій Вікторович      | 05.11.2010            | вища               | член Партії регіонів              | приватний підприємець                                                |
| 16                          | Яслик Володимир Михайлович      | 05.11.2010            | вища               | позапартійний                     | Працівник правоохоронних органів, працівник органів внутрішніх справ |
| 17                          | Джгиренюк Юрій Андрійович       | 05.11.2010            | вища               | позапартійний                     | приватний підприємець, директор                                      |
| 18                          | Антинескул Володимир Михайлович | 05.11.2010            | вища               | член Партії регіонів              | приватний підприємець                                                |

## Населення
Згідно з переписом УРСР 1989 року чисельність наявного населення села становила 3727 осіб, з яких 1722 чоловіки та 2005 жінок.
За переписом населення України 2001 року в селі мешкало 3488 осіб.

### Мова
Розподіл населення за рідною мовою за даними перепису 2001 року:
| Мова       | Відсоток |
| ---------- | -------- |
| українська | 92,57 %  |
| російська  | 6,57 %   |
| молдовська | 0,26 %   |
| вірменська | 0,23 %   |
| болгарська | 0,06 %   |
| білоруська | 0,03 %   |
| гагаузька  | 0,03 %   |
| інші       | 0,25 %   |